# سوزان تاد
سوزان تاد (انگلیسی: Suzanne Todd؛ زادهٔ ۱ ژوئن ۱۹۶۵) تهیه‌کننده فیلم و تهیه‌کننده تلویزیونی اهل ایالات متحده آمریکا است. وی از سال ۱۹۸۸ میلادی تاکنون مشغول فعالیت بوده‌است.
از فیلم‌ها یا مجموعه‌های تلویزیونی که وی در آن‌ها نقش داشته‌است، می‌توان به اگر این دیوارها می‌توانستند صحبت کنند، اگر این دیوارها می‌توانستند صحبت کنند ۲، نوئل، جکسی، کریسمس مادرهای بد، مادرهای بد، آلیس در آن‌سوی آینه، سلست و جس برای همیشه، آلیس در سرزمین عجایب، رمانتیسم، شوهر تصادفی، از این‌سو تا آن‌سوی دنیا، بزرگنمایی، بهترین، آستین پاورز: در عضو طلایی، یادگاری، اتاق بخار، آستین پاورز: جاسوسی که مرا تکان داد، آستین پاورز: مرد بین‌المللی رمز و راز، دست‌های بیکار، جی.آی. جین، حال و آینده، اسلحه پر ۱، یک قدم تا جهنم، کمانه، هادسن هاوک، غارتگر ۲ و جان‌سخت ۲ اشاره نمود.